# Medaliści igrzysk paraolimpijskich w curlingu na wózkach

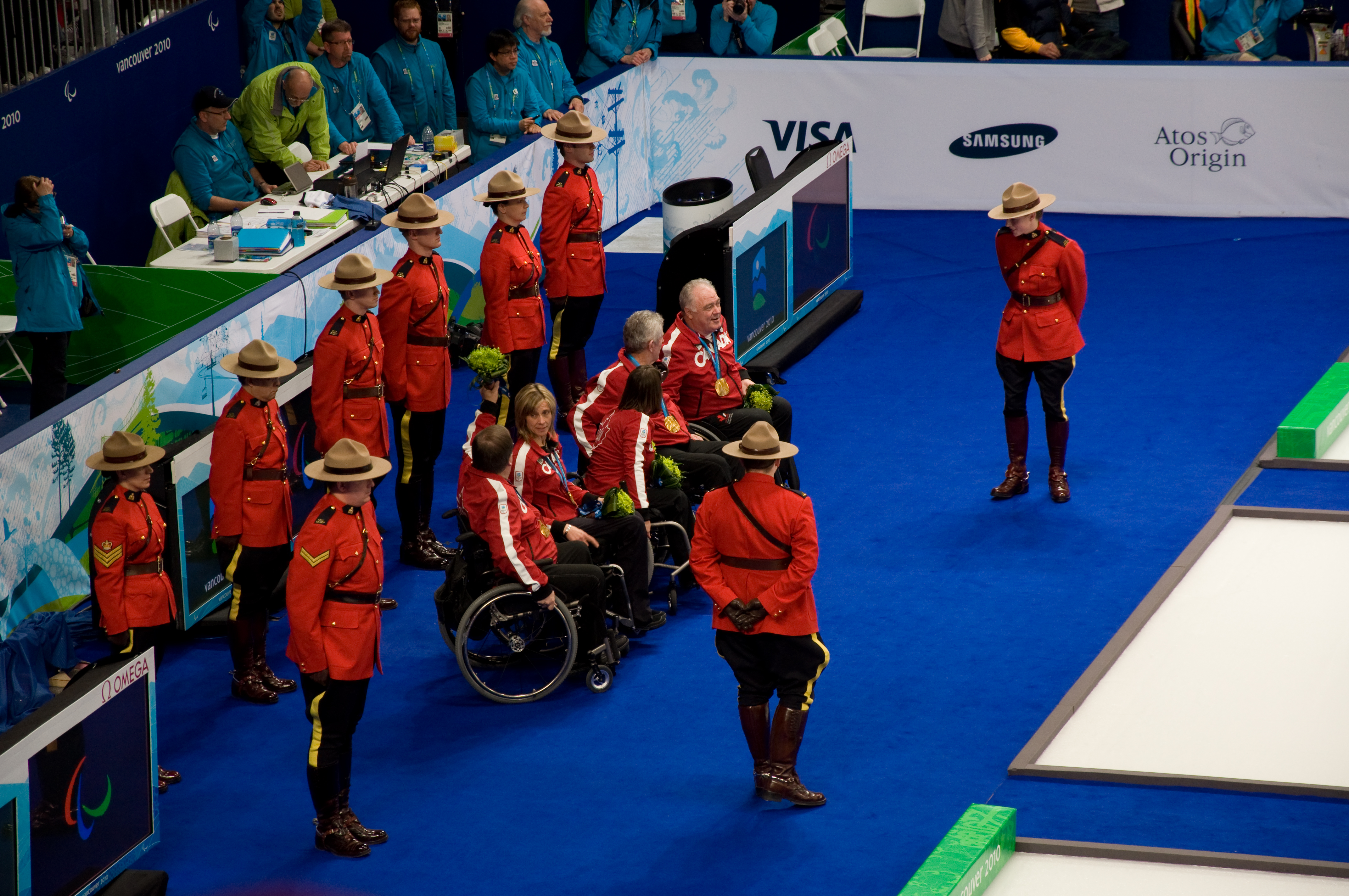
Ceremonia medalowa igrzysk paraolimpijskich w Vancouver; mistrzowie paraolimpijscy, reprezentanci Kanady

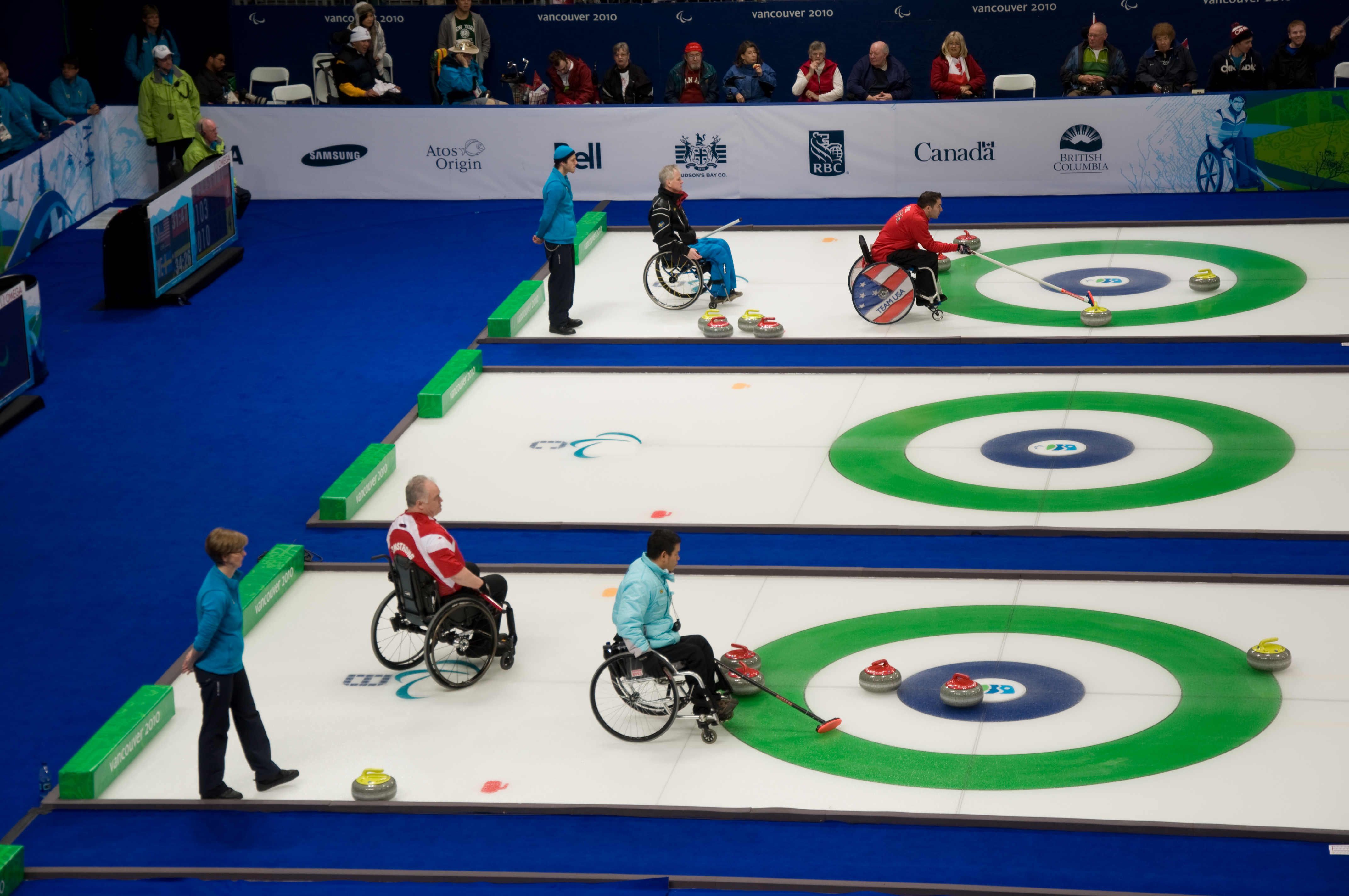
Mecze o złoty i o brązowy medal na igrzyskach paraolimpijskich w Vancouver

Medaliści igrzysk paraolimpijskich w curlingu na wózkach – zestawienie zawodników i zawodniczek, którzy przynajmniej raz znaleźli się na podium turniejów paraolimpijskich w curlingu na wózkach.
Curling na wózkach znajduje się w programie igrzysk paraolimpijskich od igrzysk w Turynie w 2006 roku. Został włączony do programu igrzysk paraolimpijskich po przeprowadzeniu w 2002 roku pierwszej edycji mistrzostw świata. Od początku rywalizacja w curlingu na wózkach odbywa się w pięcioosobowych zespołach mieszanych. Wedle ustalonych od początku zasad, w skład każdej drużyny mieszanej muszą wejść zarówno kobiety, jak i mężczyźni. Ponadto w każdym meczu, w każdej drużynie muszą zagrać przedstawiciele obu płci. Pierwsze trzy turnieje wygrali reprezentanci Kanady, a w 2018 roku triumfowali Chińczycy. Brązowy medal w Pjongczangu wywalczyła Kanada, dzięki czemu jest jedynym krajem, który zdobył medal we wszystkich czterech turniejach paraolimpijskich. Od igrzysk w Turynie do igrzysk w Pjongczangu na podium paraolimpijskim w curlingu znaleźli się reprezentanci siedmiu państw.
Jedyną trzykrotną mistrzynią paraolimpijską w tej dyscyplinie sportu jest Kanadyjka Sonja Gaudet. Trzy medale (dwa złote i jeden brązowy) wywalczyła Ina Forrest, a dwa złote medale ma na koncie również Jim Armstrong.

## Medaliści chronologicznie
W pierwszych trzech turniejach, w których triumfowali Kanadyjczycy, złoty medal zdobyła Sonja Gaudet, dzięki czemu jest najbardziej utytułowaną zawodniczką igrzysk paraolimpijskich w curlingu na wózkach. Trzykrotnie na podium olimpijskim stanęła również inna Kanadyjka, Ina Forrest, zdobywając dwa złote i jeden brązowy medal w latach 2010–2018. W tabeli przedstawiono pełne składy drużyn mieszanych, które zdobyły medale paraolimpijskie w curlingu na wózkach w latach 2006–2018.
| Rok i miejsce    | Złoto                                                                       | Srebro                                                                                           | Brąz                                                                               | Źr.   |
| ---------------- | --------------------------------------------------------------------------- | ------------------------------------------------------------------------------------------------ | ---------------------------------------------------------------------------------- | ----- |
| 2006, Turyn      | Kanada Gerry Austgarden Karen Blachford Gary Cormack Chris Daw Sonja Gaudet | Wielka Brytania Ken Dickson Frank Duffy Tom Killin Angie Malone Michael McCreadie                | Szwecja Glenn Ikonen Rolf Johansson Jalle Jungnell Bernt Sjöberg Anette Wilhelm    | [ 4 ] |
| 2010, Vancouver  | Kanada Jim Armstrong Ina Forrest Sonja Gaudet Darryl Neighbour Bruno Yizek  | Korea Południowa Cho Yang-hyun Kang Mi-suk Kim Hak-sung Kim Myung-jin Park Gil-woo               | Szwecja Patrik Burman Glenn Ikonen Jalle Jungnell Patrik Kallin Anette Wilhelm     | [ 5 ] |
| 2014, Soczi      | Kanada Jim Armstrong Ina Forrest Sonja Gaudet Mark Ideson Dennis Thiessen   | Rosja Swietłana Pachomowa Marat Romanow Oksana Slesarienko Andriej Smirnow Aleksander Szewczenko | Wielka Brytania Gregor Ewan Jim Gault Angie Malone Robert McPherson Aileen Neilson | [ 6 ] |
| 2018, Pjongczang | Chiny Chen Jianxin Liu Wei Wang Meng Wang Haitao Zhang Qiang                | Norwegia Rikke Iversen Rune Lorentsen Sissel Løchen Jostein Stordahl Ole Fredrik Syversen        | Kanada James Anseeuw Ina Forrest Mark Ideson Dennis Thiessen Marie Wright          | [ 7 ] |

## Klasyfikacje medalowe

### Klasyfikacja zawodników
W poniższym zestawieniu ujęto klasyfikację zawodników, którzy zdobyli przynajmniej jeden medal paraolimpijski w curlingu na wózkach. Podano wspólną klasyfikację dla zawodników i zawodniczek W przypadku, gdy dwóch lub więcej zawodników zdobyło tę samą liczbę medali wszystkich kolorów, wzięto pod uwagę najpierw kolejność chronologiczną, a następnie porządek alfabetyczny.
| Miejsce | Zawodnik              | Państwo          | Lata      | Złoto | Srebro | Brąz | Razem |
| ------- | --------------------- | ---------------- | --------- | ----- | ------ | ---- | ----- |
| 1.      | Sonja Gaudet          | Kanada           | 2006–2014 | 3     | –      | –    | 3     |
| 2.      | Ina Forrest           | Kanada           | 2010–2018 | 2     | –      | 1    | 3     |
| 3.      | Jim Armstrong         | Kanada           | 2010–2014 | 2     | –      | –    | 2     |
| 4.      | Mark Ideson           | Kanada           | 2014–2018 | 1     | –      | 1    | 2     |
| 4.      | Dennis Thiessen       | Kanada           | 2014–2018 | 1     | –      | 1    | 2     |
| 6.      | Gerry Austgarden      | Kanada           | 2006      | 1     | –      | –    | 1     |
| 6.      | Karen Blachford       | Kanada           | 2006      | 1     | –      | –    | 1     |
| 6.      | Gary Cormack          | Kanada           | 2006      | 1     | –      | –    | 1     |
| 6.      | Chris Daw             | Kanada           | 2006      | 1     | –      | –    | 1     |
| 6.      | Darryl Neighbour      | Kanada           | 2010      | 1     | –      | –    | 1     |
| 6.      | Bruno Yizek           | Kanada           | 2010      | 1     | –      | –    | 1     |
| 6.      | Chen Jianxin          | Chiny            | 2018      | 1     | –      | –    | 1     |
| 6.      | Liu Wei               | Chiny            | 2018      | 1     | –      | –    | 1     |
| 6.      | Wang Haitao           | Chiny            | 2018      | 1     | –      | –    | 1     |
| 6.      | Wang Meng             | Chiny            | 2018      | 1     | –      | –    | 1     |
| 6.      | Zhang Qiang           | Chiny            | 2018      | 1     | –      | –    | 1     |
| 17.     | Angie Malone          | Wielka Brytania  | 2006–2014 | –     | 1      | 1    | 2     |
| 18.     | Ken Dickson           | Wielka Brytania  | 2006      | –     | 1      | –    | 1     |
| 18.     | Frank Duffy           | Wielka Brytania  | 2006      | –     | 1      | –    | 1     |
| 18.     | Tom Killin            | Wielka Brytania  | 2006      | –     | 1      | –    | 1     |
| 18.     | Michael McCreadie     | Wielka Brytania  | 2006      | –     | 1      | –    | 1     |
| 18.     | Cho Yang-hyun         | Korea Południowa | 2010      | –     | 1      | –    | 1     |
| 18.     | Kang Mi-suk           | Korea Południowa | 2010      | –     | 1      | –    | 1     |
| 18.     | Kim Hak-sung          | Korea Południowa | 2010      | –     | 1      | –    | 1     |
| 18.     | Kim Myung-jin         | Korea Południowa | 2010      | –     | 1      | –    | 1     |
| 18.     | Park Gil-woo          | Korea Południowa | 2010      | –     | 1      | –    | 1     |
| 18.     | Swietłana Pachomowa   | Rosja            | 2014      | –     | 1      | –    | 1     |
| 18.     | Marat Romanow         | Rosja            | 2014      | –     | 1      | –    | 1     |
| 18.     | Oksana Slesarienko    | Rosja            | 2014      | –     | 1      | –    | 1     |
| 18.     | Andriej Smirnow       | Rosja            | 2014      | –     | 1      | –    | 1     |
| 18.     | Aleksander Szewczenko | Rosja            | 2014      | –     | 1      | –    | 1     |
| 18.     | Rikke Iversen         | Norwegia         | 2018      | –     | 1      | –    | 1     |
| 18.     | Sissel Løchen         | Norwegia         | 2018      | –     | 1      | –    | 1     |
| 18.     | Rune Lorentsen        | Norwegia         | 2018      | –     | 1      | –    | 1     |
| 18.     | Jostein Stordahl      | Norwegia         | 2018      | –     | 1      | –    | 1     |
| 18.     | Ole Fredrik Syversen  | Norwegia         | 2018      | –     | 1      | –    | 1     |
| 37.     | Glenn Ikonen          | Szwecja          | 2006–2010 | –     | –      | 2    | 2     |
| 37.     | Jalle Jungnell        | Szwecja          | 2006–2010 | –     | –      | 2    | 2     |
| 37.     | Anette Wilhelm        | Szwecja          | 2006–2010 | –     | –      | 2    | 2     |
| 40.     | Rolf Johansson        | Szwecja          | 2006      | –     | –      | 1    | 1     |
| 40.     | Bernt Sjöberg         | Szwecja          | 2006      | –     | –      | 1    | 1     |
| 40.     | Patrik Burman         | Szwecja          | 2010      | –     | –      | 1    | 1     |
| 40.     | Patrik Kallin         | Szwecja          | 2010      | –     | –      | 1    | 1     |
| 40.     | Gregor Ewan           | Wielka Brytania  | 2014      | –     | –      | 1    | 1     |
| 40.     | Jim Gault             | Wielka Brytania  | 2014      | –     | –      | 1    | 1     |
| 40.     | Robert McPherson      | Wielka Brytania  | 2014      | –     | –      | 1    | 1     |
| 40.     | Aileen Neilson        | Wielka Brytania  | 2014      | –     | –      | 1    | 1     |
| 40.     | James Anseeuw         | Kanada           | 2018      | –     | –      | 1    | 1     |
| 40.     | Marie Wright          | Kanada           | 2018      | –     | –      | 1    | 1     |

### Klasyfikacja państw
Poniższa tabela przedstawia klasyfikację państw, które zdobyły przynajmniej jeden medal paraolimpijski w curlingu na wózkach.
| Miejsce | Państwo          | Złoto | Srebro | Brąz | Razem |
| ------- | ---------------- | ----- | ------ | ---- | ----- |
| 1.      | Kanada           | 3     | –      | 1    | 4     |
| 2.      | Chiny            | 1     | –      | –    | 1     |
| 3.      | Wielka Brytania  | –     | 1      | 1    | 2     |
| 4.      | Korea Południowa | –     | 1      | –    | 1     |
| 4.      | Norwegia         | –     | 1      | –    | 1     |
| 4.      | Rosja            | –     | 1      | –    | 1     |
| 7.      | Szwecja          | –     | –      | 2    | 2     |

#### Klasyfikacja państw według lat
W poniższej tabeli zestawiono państwa według liczby medali zdobytych w curlingu na wózkach podczas kolejnych edycji zimowych igrzysk paraolimpijskich.
| Państwo          | '06 | '10 | '14 | '18 | suma |
| ---------------- | --- | --- | --- | --- | ---- |
| Chiny            | –   | –   | –   | 1   | 1    |
| Kanada           | 1   | 1   | 1   | 1   | 4    |
| Korea Południowa | –   | 1   | –   | –   | 1    |
| Norwegia         | –   | –   | –   | 1   | 1    |
| Rosja            | –   | –   | 1   | –   | 1    |
| Szwecja          | 1   | 1   | –   | –   | 2    |
| Wielka Brytania  | 1   | –   | 1   | –   | 2    |
| Suma             | 3   | 3   | 3   | 3   | 12   |